# Opération Sea Guardian

L'opération Sea Guardian (Gardien de la mer) est une opération militaire de l'OTAN en mer Méditerranée. Elle a été décidée au sommet de l'OTAN à Varsovie en juin 2016 en tant qu'opération de suivi de l'opération Active Endeavour et a commencé le 9 novembre 2016 avec plusieurs navires de guerre et avions de l'OTAN. La mission est dirigée par le commandement maritime allié de l'OTAN de Northwood, au Royaume-Uni.

## Missions
L'opération Sea Guardian est utilisée pour la surveillance maritime, la lutte contre le terrorisme et le renforcement des capacités dans la région méditerranéenne dans le but d'identifier à un stade précoce les développements de crise dans l'environnement maritime et de les contrer. De plus, la présence des services d'urgence devrait agir comme un facteur de régulation préventif.
Dans certaines circonstances, les navires soupçonnés d'être liés à des organisations terroristes ou à la contrebande d'armes peuvent être contrôlés et fouillés. Les États membres peuvent déléguer des tâches supplémentaires à l'opération, notamment la protection des routes maritimes et des infrastructures critiques ou la lutte contre la prolifération des armes de destruction massive.

## Participation et collaboration de tiers
Les États membres de l'OTAN participent à cette opération avec des navires et des avions. L'opération est soutenue par les forces opérationnelles maritimes permanentes de l'OTAN, les groupes maritimes permanents de l'OTAN (SNMG 1 et SNMG 2), lorsqu'elles opèrent en Méditerranée. 
Il existe une coopération similaire concernant la situation et la logistique avec l'opération Sophia EUNAVFOR MED dirigée par l'Union européenne. L'opération Sea Guardian sert également de plate-forme de coopération avec les États et les organisations de la région méditerranéenne, contribuant ainsi à la sécurité et au renforcement maritime sur le flanc sud de l'Europe. Cela peut inclure l'échange d'informations et le renforcement des capacités entre les pays voisins. 

## Position de la France
La France ne participe plus à cette opération depuis le 1er juillet 2020, devant le refus de clarification des missions après l'incident naval avec la Turquie que la marine française a subi le 10 juin 2020. Le président de la République française Emmanuel Macron accuse la Turquie d'avoir dans le conflit libyen une « responsabilité historique et criminelle » en tant que pays qui « prétend être membre de l'OTAN ». Le ministre des Affaires étrangères turc, Mevlüt Cavusoglu, dénonce en réponse l'« approche destructrice » de la France en Libye.